# 300 〈スリーハンドレッド〉 〜帝国の進撃〜
『300 〈スリーハンドレッド〉 〜帝国の進撃〜』（スリーハンドレッド ていこくのしんげき、原題: 300: Rise of an Empire）は、ノーム・ムーロ監督による2014年のアメリカ合衆国のファンタジー・アクション映画である。2007年の映画『300 〈スリーハンドレッド〉』の続編であり、前作の出来事の前後の物語が描かれる。原作はフランク・ミラーが執筆し、2014年3月時点では未出版となっているグラフィックノベルの『Xerxes』である。前作の監督・脚本であるザック・スナイダーは今作では脚本・製作を務めている。
レナ・ヘディ、ロドリゴ・サントロ、デビッド・ウェナム、アンドリュー・ティアナンは前作と同役で出演し、他に新たにサリヴァン・ステイプルトン、エヴァ・グリーン、ハンス・マシソン、カラン・マルヴェイ、ジャック・オコンネルがキャストに加わった。アメリカでは2014年3月7日より3D及びIMAX 3Dで公開が始まった。
本作は性暴力の描写が数シーン含まれているため、レンタル店によっては18歳未満禁止のシールが貼られている。

## あらすじ
前作で100万もの兵を率いてギリシャ侵攻を図るペルシャ帝国を相手に、300人の精鋭と共に戦いを繰り広げた果てに命を落としたスパルタのレオニダス王。今回の物語は灼熱の門で全滅したレオニダス達と同じ時間の別の戦い、エーゲ海での海戦を軸にしている。
アテナイのテミストクレス将軍（サリヴァン・ステイプルトン）は、パン屋、陶工、詩人といった一般市民から成るギリシャ連合軍を率いてペルシャ帝国海軍に立ち向かっていく。
ペルシャ帝国の海軍指揮官アルテミシア（エヴァ・グリーン）らと拮抗する中、ついに大海原を舞台にした最終決戦を迎えることに。

## キャスト
| 役名             | 俳優                                   | 日本語吹替 |
| ---------------- | -------------------------------------- | ---------- |
| テミストクレス   | サリバン・ステイプルトン               | 山路和弘   |
| アルテミシア     | エヴァ・グリーン                       | 朴璐美     |
| ゴルゴ王妃       | レナ・ヘディ                           | 湯屋敦子   |
| アエスキロス     | ハンス・マシソン                       | 成田剣     |
| スキリアス       | カラン・マルヴェイ                     | 井上和彦   |
| ディリオス       | デビッド・ウェナム                     | 山野井仁   |
| クセルクセス     | ロドリゴ・サントロ                     | 咲野俊介   |
| カリスト         | ジャック・オコンネル                   | 遠藤純平   |
| エフィアルテス   | アンドリュー・ティアナン               | 佐々木睦   |
| ダレイオス王     | イガル・ノール                         | 勝部演之   |
| ダクソス         | アンドリュー・プレヴィン               | 世古陽丸   |
| ペルシャの使者   | ピーター・メンサー                     |            |
| アルタフェルネス | ベン・ターナー                         | 鳥畑洋人   |
| バンダリ         | アシュラフ・バルフム                   | 伊丸岡篤   |
| カシャニ         | Christopher Sciueref                   | 楠見尚己   |
| レオニダス       | ジェラルド・バトラー（アーカイブ映像） |            |

- その他の日本語吹き替え：秋元羊介／玉野井直樹／志村知幸／烏丸祐一／清水秀光／後藤光祐／北田理道

## 製作
2008年6月、プロデューサーのジャンニ・ヌナリ、マーク・キャントン、バーニー・ゴールドマンは『300 〈スリーハンドレッド〉』の続編の作業を始めていることを明らかにした。レジェンダリー・ピクチャーズは『300 〈スリーハンドレッド〉』の原作となった1998年のリミテッドシリーズを執筆したフランク・ミラーが続編を執筆中であり、また前作の監督・共同脚本であるザック・スナイダーはその映画化に興味を持っていたものの『マン・オブ・スティール』を監督することを選んだと発表した。監督にはCMディレクター出身で『賢く生きる恋のレシピ』のノーム・ムーロが就任し、スナイダーはプロデューサーとなった。映画はギリシャのリーダーのテミストクレスに焦点が当てられ、オーストラリア人俳優のサリヴァン・ステイプルトンが抜擢された。
プリプロダクションの段階ではタイトルは『300: Battle of Artemisium』（『Battle of Artemisia』とも誤報された）であったが、2012年9月に『300: Rise of an Empire』に変更された。
主要撮影は2012年7月にブルガリアのソフィアのヌボヤナ映画スタジオで開始された。2013年5月10日、公開予定日が2013年8月2日から2014年3月7日に変更された。
音楽はジャンキーXLが作曲した。

## 批評家の反応
2014年3月7日時点でレビュー集積サイトのRotten Tomatoesでは77件のレビューで支持率は45%となっている。またMetacriticでは22件のレビューで加重平均値は50/100となっている。